# トンカラトン
トンカラトンは妖怪の一種。

## 概要
全身に包帯を巻き、日本刀を持った姿で、「トン、トン、トンカラ、トン」と歌いながら自転車に乗って現れる。人に出会うといきなり「トンカラトンと言え」と言い、そのとおりにすれば去っていくが、言わないと刀で斬り殺される。トンカラトンに斬られた者は全身を包帯で巻かれ、トンカラトンにされてしまう。「トンカラトン」と言おうが言うまいが出会えば必ず同類にされてしまうとも、集団で現れる場合もあるともいう。
テレビアニメ『学校のコワイうわさ 花子さんがきた!!』での登場を機に大型電子掲示板で話題となっているため、この作品上でのオリジナルの妖怪かどうか、超常現象研究家・並木伸一郎が版元へ確認を行ったところ、創作ではなく制作者の1人の故郷での話らしいと確認できたものの、その当人との連絡がつかず、それ以上の詳細は明らかになっていない。